# Pierre Roullier
Pour les articles homonymes, voir Roullier.
Pierre Roullier, né le 16 février 1954 à Rabat (Maroc), est un flûtiste et chef d'orchestre français.

## Biographie
Il fait des études supérieures de mathématiques et de philosophie.
Il obtient le premier prix de flûte à l'unanimité au Conservatoire national supérieur de musique de Paris, dans la classe de Jean-Pierre Rampal. Il est aussi premier prix de musique de chambre, et suit des cours de perfectionnement dans cette discipline.
Lauréat des concours internationaux de Munich (Allemagne), Gaudeamus (Amsterdam-Pays-Bas) pour la musique contemporaine,  Martigny (Suisse).
Flûte-solo de l'Ensemble Orchestral de Paris de 1979 à 1988.
Depuis 1988, il conduit une activité de chef d'orchestre où il couvre un répertoire très large allant de l'opérette à la création contemporaine dans des lieux aussi divers que l'Opéra-Comique, les Wiener Festwochen (Autriche), Radio-France, le Festival d’Avignon, le Kunsthalle de Brême.
Invité par l’Opéra de Nice, l’Orchestre de Sofia ou l’Orchestre symphonique d’Osaka il se produit dans les salles les plus importantes. Il dirige l’Orchestre des Pays de la Loire, l’Orchestre national d'Île-de-France et crée l’opéra Vertiges de Jean-Pierre Drouet au Grand Théâtre de Bordeaux. Il se produit à l’Opéra d’Angers et à l'Opéra de Tours. Il crée et enregistre l’opéra Micromégas de Paul Méfano au Festival de Radio-France et Montpellier, l’opéra de Régis Campo Hatim le Généreux à l’Opéra de Besançon et la Cantate n° 1 de Bruno Mantovani sur les poèmes de Rainer Maria Rilke au Festival Musica  de Strasbourg.
De 2003 à 2018, il est le directeur musical de l'ensemble 2e2m.
Ses enregistrements couvrent un vaste répertoire allant de Jean-Sébastien Bach à Tôru Takemitsu, de Beethoven à Dusapin et Strasnoy. Ils sont salués par la critique et ont reçu des récompenses prestigieuses : Académie du disque français, Académie Charles-Cros, Académie du disque lyrique.